# Прямоточный воздушно-реактивный двигатель

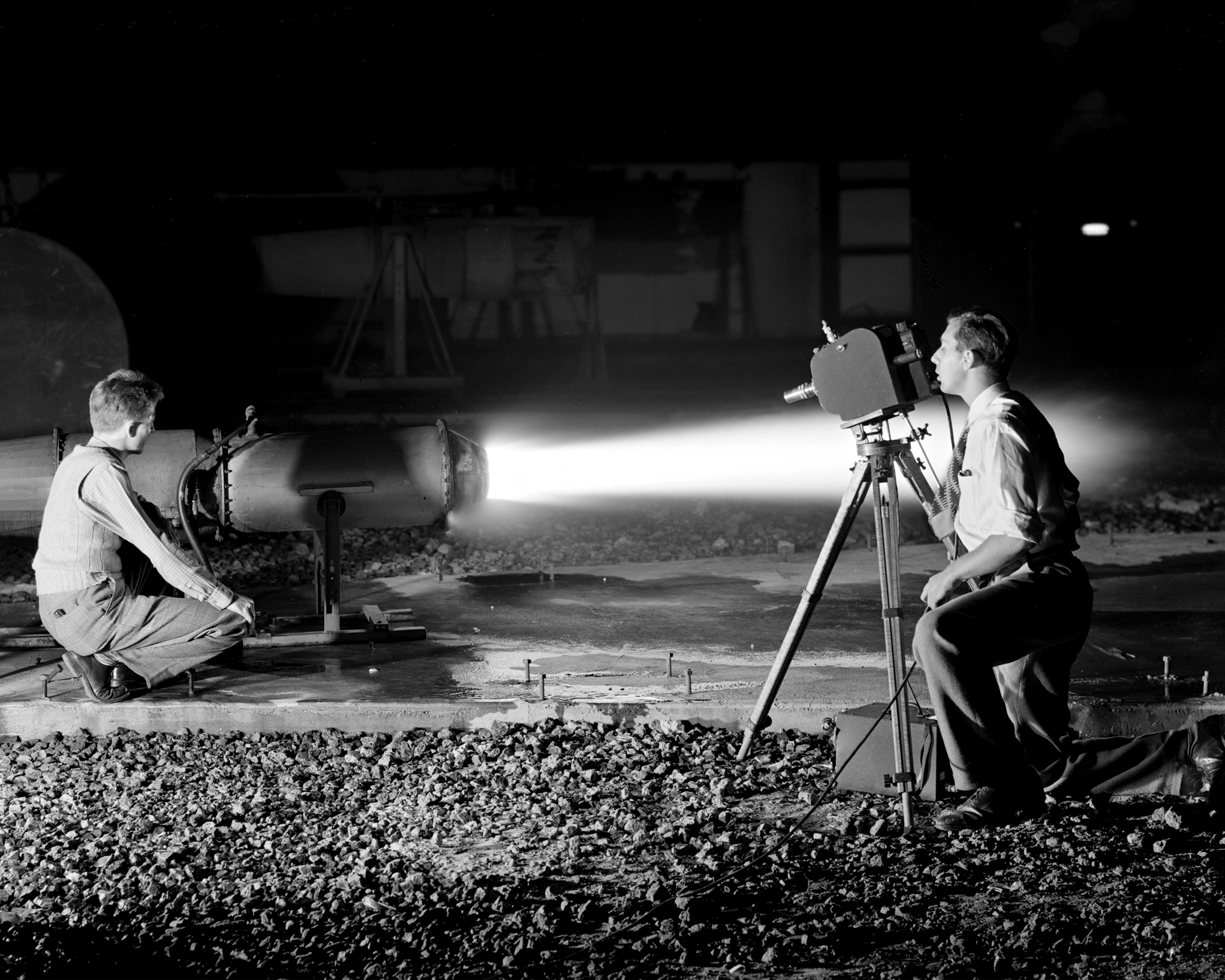
Огневые испытания ПВРД в лаборатории НАСА

Прямоточный воздушно-реактивный двигатель (ПВРД) (англ. Ramjet) — реактивный двигатель, является самым простым в классе воздушно-реактивных двигателей (ВРД) по устройству. Относится к типу ВРД прямой реакции, в которых тяга создается исключительно за счёт реактивной струи, истекающей из сопла. Необходимое для работы двигателя повышение давления достигается за счёт торможения встречного потока воздуха. ПВРД неработоспособен при низких скоростях полёта (а тем более — при нулевой скорости); для вывода его на рабочий режим требуется тот или иной ускоритель. Наиболее часто на крылатых ракетах с ПВРД в качестве ускорителей используются твердотопливные ракетные двигатели.

## История

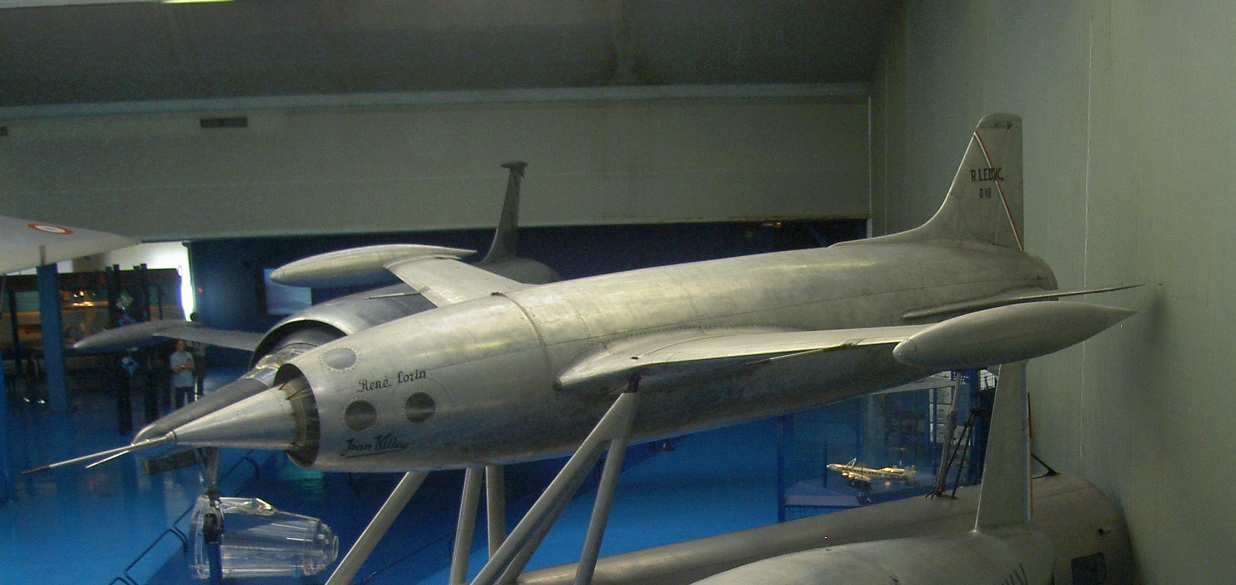
Leduc 0.10 — первый пилотируемый аппарат с маршевым ПВРД (первый полёт — 19 ноября 1946). Музей авиации и космонавтики в Ле-Бурже

В 1913 году француз Рене Лорин получил патент на прямоточный воздушно-реактивный двигатель.
ПВРД привлекал конструкторов простотой своего устройства, но главное — своей потенциальной способностью работать на гиперзвуковых скоростях и в самых высоких, наиболее разреженных слоях атмосферы, то есть в условиях, в которых ВРД других типов неработоспособны или малоэффективны. В 1930-х годах с этим типом двигателей проводились эксперименты в США (Уильям Эвери), в СССР (Ф. А. Цандер, Б. С. Стечкин, Ю. А. Победоносцев).
В 1937 году французский конструктор Рене Ледюк получил заказ от правительства Франции на разработку экспериментального самолёта с ПВРД. Эта работа была прервана войной и возобновилась после её окончания. 19 ноября 1946 года состоялся первый в истории полёт пилотируемого аппарата с маршевым ПВРД, Leduc 0.10. Далее в течение 10 лет было изготовлено и испытано ещё несколько экспериментальных аппаратов этой серии, в том числе, пилотируемые Leduc 0.21 и Leduc 0.22, а в 1957 году правительство Франции отказалось от продолжения этих работ — бурно развивавшееся в то время направление турбореактивных двигателей представлялось более перспективным.
Обладая рядом недостатков для использования на пилотируемых самолётах (нулевая тяга при неподвижности, низкая эффективность на малых скоростях полёта), ПВРД является предпочтительным типом ВРД для беспилотных одноразовых снарядов и крылатых ракет, благодаря своей простоте, а следовательно, дешевизне и надёжности. Начиная с 1950-х годов в США был создан ряд экспериментальных самолётов и серийных крылатых ракет разного назначения с этим типом двигателя.
В СССР с 1954 по 1960 год в ОКБ-301 под руководством генерального конструктора С. А. Лавочкина разрабатывалась крылатая ракета «Буря», предназначавшаяся для доставки ядерных зарядов на межконтинентальные расстояния и использовавшая в качестве маршевого двигателя ПВРД, разработанный группой М. М. Бондарюка и имевший уникальные для своего времени характеристики: эффективная работа на скорости свыше М = 3 и на высоте 17 км. В 1957 году проект вступил в стадию лётных испытаний, в ходе которых выявился ряд проблем, в частности, с точностью наведения, которые предстояло разрешить, и на это требовалось время, которое трудно было определить. Между тем, в том же году на вооружение уже поступила МБР Р-7, имевшая то же назначение, разработанная под руководством С. П. Королёва. Это ставило под сомнение целесообразность дальнейшей разработки «Бури». Смерть С. А. Лавочкина в 1960 году окончательно похоронила проект.
Из числа более современных отечественных разработок можно упомянуть противокорабельные крылатые ракеты с маршевыми ПВРД: П-800 «Оникс», П-270 «Москит».

## Принцип действия
Рабочий процесс ПВРД кратко можно описать следующим образом. Воздух, поступая со скоростью полёта во входное устройство двигателя, затормаживается (на практике, до скоростей 30—60 м/с, что соответствует числу Маха 0,1—0,2), его кинетическая энергия преобразуется во внутреннюю энергию — его температура и давление повышаются.
В предположении того, что воздух — идеальный газ, и процесс сжатия является изоэнтропийным, степень повышения давления (отношение статического давления в заторможенном потоке к атмосферному) выражается формулой:
{\displaystyle {\frac {p}{p_{o}}}={\bigg (}1+{\frac {k-1}{2}}\cdot M_{n}^{2}{\bigg )}^{\frac {k}{k-1}}} (1)
где
{\displaystyle p} — давление в полностью заторможенном потоке;
{\displaystyle p_{o}} — атмосферное давление;
{\displaystyle M_{n}} — полётное число Маха (отношение скорости полёта к скорости звука в окружающей среде),
{\displaystyle k} — показатель адиабаты, для сухого воздуха равный 1,4.
На выходе из входного устройства, при входе в камеру сгорания рабочее тело имеет максимальное на всём протяжении проточной части двигателя давление.
Сжатый воздух в камере сгорания нагревается за счёт окисления подаваемого в неё топлива, внутренняя энергия рабочего тела при этом возрастает. Затем рабочее тело сначала, сжимаясь в сопле, достигает звуковой скорости, а потом, расширяясь — сверхзвуковой, ускоряется и истекает со скоростью большей, чем скорость встречного потока, что и создаёт реактивную тягу.

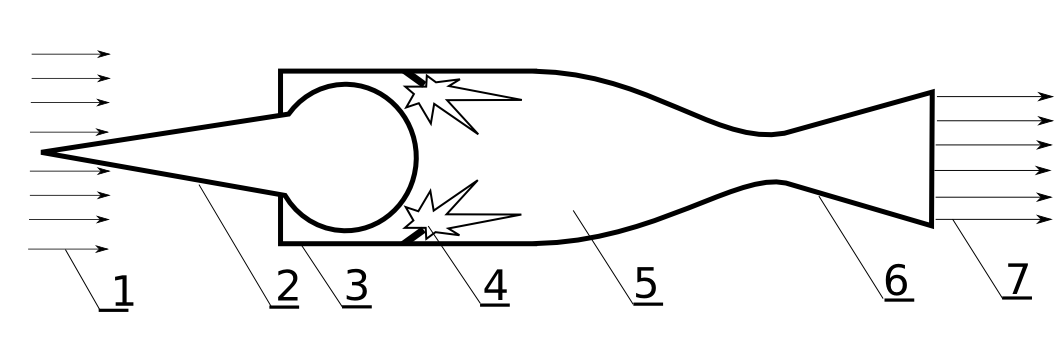
Схема устройства ПВРД на жидком топливе:
- встречный поток воздуха;
- центральное тело;
- входное устройство;
- топливная форсунка;
- камера сгорания;
- сопло;
- реактивная струя.

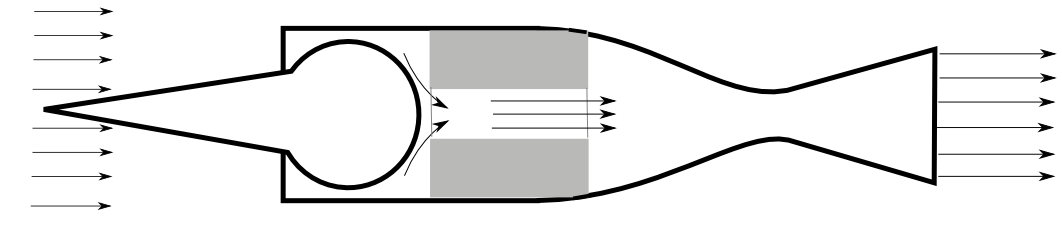
Схема устройства твердотопливного ПВРД

Зависимость тяги ПВРД от скорости полёта определяется несколькими факторами:
- Чем выше скорость полёта, тем больше расход воздуха через тракт двигателя, а значит, и количество кислорода, поступающего в камеру, что позволяет, увеличив расход горючего, повысить тепловую, а вместе с ней и механическую мощность двигателя.
- Чем больше расход воздуха через тракт двигателя, тем выше создаваемая им тяга, в соответствии с формулой (3). Однако расход воздуха через тракт двигателя не может расти неограниченно. Площадь каждого сечения двигателя должна быть достаточной для обеспечения необходимого расхода воздуха.
- С увеличением скорости полёта, в соответствии с формулой  (1), возрастает степень повышения давления {\displaystyle \beta ={\frac {p_{2}}{p_{1}}}} в камере сгорания, что влечёт за собой увеличение термического КПД, который для идеального ПВРД выражается формулой[1]:

{\displaystyle \eta _{t}=1-{\frac {1}{\beta ^{\frac {k-1}{k}}}}} (2)

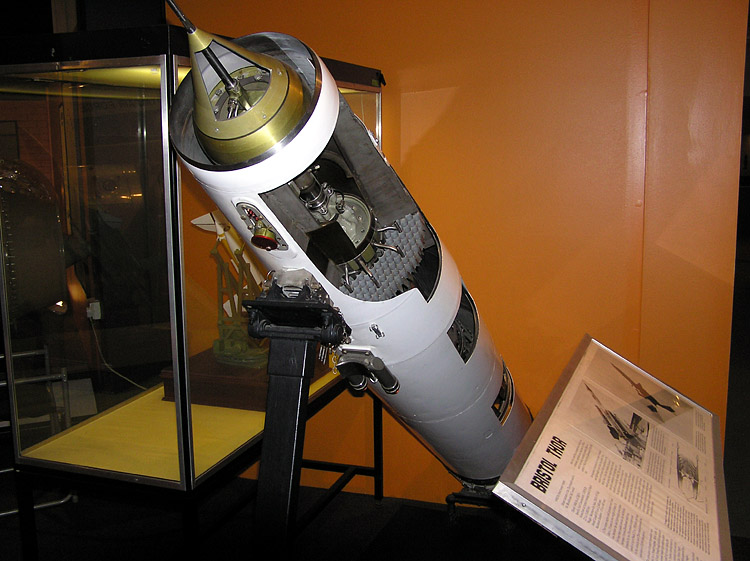
Препарированный ПВРД «Тор» ракеты «Бладхаунд». Хорошо видны входное устройство и вход в камеру сгорания.

- В соответствии с формулой (1), чем меньше разница между скоростью полёта и скоростью истечения реактивной струи, тем меньше тяга двигателя (при прочих равных условиях).

В общем, зависимость тяги ПВРД от скорости полёта может быть представлена следующим образом: пока скорость полёта значительно ниже скорости истечения реактивной струи, тяга растёт с ростом скорости полёта (вследствие повышения расхода воздуха, давления в камере сгорания и термического КПД двигателя), а с приближением скорости полёта к скорости истечения реактивной струи тяга ПВРД падает, миновав некоторый максимум, соответствующий оптимальной скорости полёта.

## Тяга ПВРД
Сила тяги ПВРД определяется выражением
Где {\displaystyle P} — сила тяги, {\displaystyle v} — скорость полёта, {\displaystyle v_{e}} — скорость реактивной струи относительно двигателя, {\displaystyle {\frac {dm_{f}}{dt}}} — секундный расход горючего.
Секундный расход воздуха:
{\displaystyle {\frac {dm_{a}}{dt}}=\rho \cdot {\frac {dV}{dt}}=\rho \cdot S\cdot {\frac {dl}{dt}}=\rho \cdot S\cdot v},
где
{\displaystyle \rho } — плотность воздуха (зависит от высоты),
{\displaystyle {\frac {dV}{dt}}} — объём воздуха, который поступает в воздухозаборник ПВРД за единицу времени,
{\displaystyle S} — площадь сечения входа воздухозаборника,
{\displaystyle v} — скорость полёта.
Секундный расход массы рабочего тела для идеального случая, когда горючее полностью сгорает и полностью используется кислород воздуха в процессе горения, вычисляется с помощью стехиометрического коэффициента:
{\displaystyle {\frac {dm}{dt}}={\frac {dm_{a}}{dt}}+{\frac {dm_{f}}{dt}}={\frac {dm_{a}}{dt}}+{\frac {1}{L}}\cdot {\frac {dm_{a}}{dt}}={\frac {dm_{a}}{dt}}\cdot (1+{\frac {1}{L}})},
где
{\displaystyle {\frac {dm_{a}}{dt}}} — секундный расход воздуха,
{\displaystyle {\frac {dm_{f}}{dt}}} — секундный расход горючего,
{\displaystyle L} — стехиометрический коэффициент смеси горючего и воздуха.

## Конструкция
Конструктивно ПВРД имеет предельно простое устройство. Двигатель состоит из камеры сгорания, в которую из диффузора поступает воздух, а из топливных форсунок — горючее. Заканчивается камера сгорания входом в сопло, как правило, суживающееся-расширяющееся.
С развитием технологии смесевого твёрдого топлива, оно стало применяться в ПВРД. Топливная шашка с продольным центральным каналом размещается в камере сгорания. Рабочее тело, проходя по каналу, постепенно окисляет топливо с его поверхности, и нагревается само. Использование твёрдого топлива ещё более упрощает конструкцию ПВРД: ненужной становится топливная система. Состав смесевого топлива для ПВРД отличается от используемого в ракетных твердотопливных двигателях. Если для последних большую часть топлива составляет окислитель, то для ПВРД он добавляется лишь в небольшом количестве для активизации процесса горения. Основную часть наполнителя смесевого топлива ПВРД составляет мелкодисперсный порошок алюминия, магния или бериллия, теплота окисления которых значительно превосходит теплоту сгорания углеводородных горючих. Примером твердотопливного ПВРД может служить маршевый двигатель противокорабельной крылатой ракеты П-270 «Москит».
В зависимости от скорости полёта ПВРД подразделяются на дозвуковые, сверхзвуковые и гиперзвуковые. Это разделение обусловлено конструктивными особенностями каждой из этих групп.

## Дозвуковые ПВРД

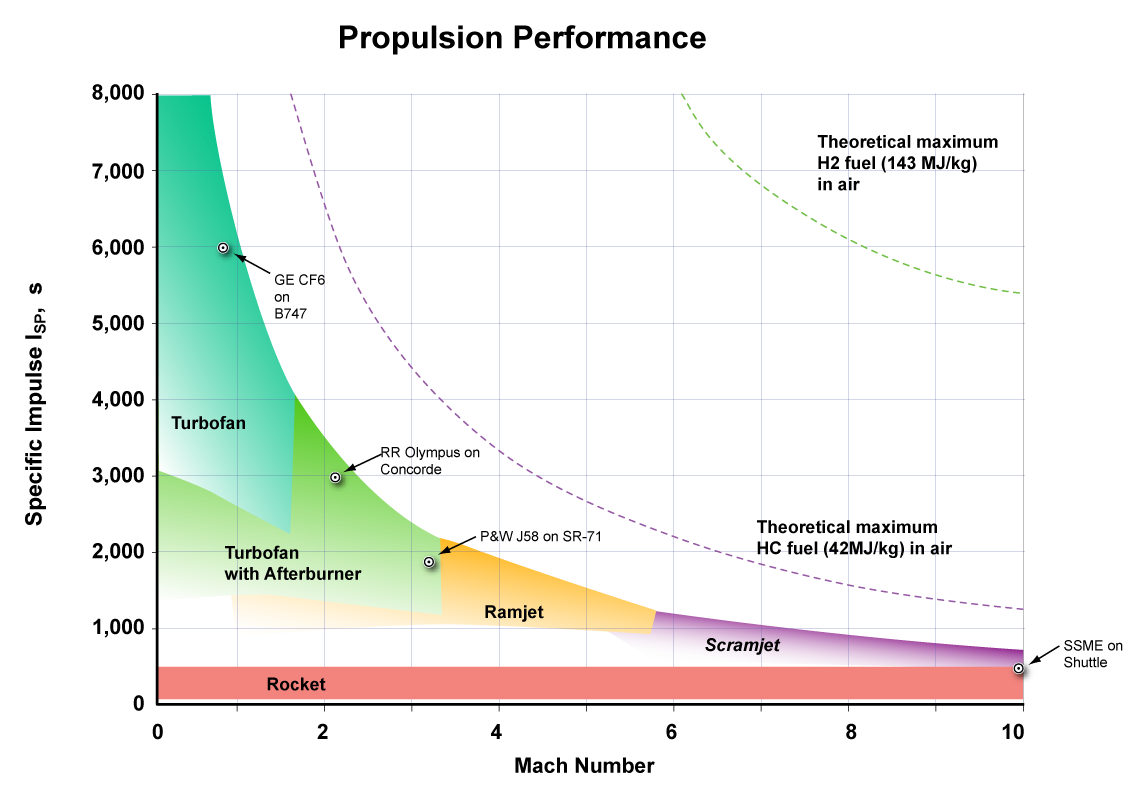
Удельный импульс различных типов двигателей при различных значениях скорости.

Дозвуковые ПВРД предназначены для полётов на скоростях с числом Маха от 0,5 до 1. Торможение и сжатие воздуха в этих двигателях происходит в расширяющемся канале входного устройства — диффузоре.
Эти двигатели характеризуются крайне низкой эффективностью. При полёте на скорости М = 0,5 степень повышения давления в них (как следует из формулы  (1) ) равна 1,186, вследствие чего их идеальный термический КПД (в соответствии с формулой (2)) составляет всего 4,76 %, а с учётом потерь в реальном двигателе эта величина становится почти равной 0. Это означает, что на скоростях полёта при M < 0,5 ПВРД практически неработоспособен. Но и на предельной для дозвукового диапазона скорости, то есть при М → 1, степень повышения давления составляет лишь 1,89, а идеальный термический КПД — лишь 16,7 %, что в 3 раза меньше, чем у реальных поршневых ДВС, и вдвое меньше, чем у газотурбинных двигателей. К тому же и поршневые, и газотурбинные двигатели эффективны при работе на месте.
По этим причинам дозвуковые прямоточные двигатели оказались неконкурентоспособными в сравнении с авиадвигателями других типов и в настоящее время серийно не выпускаются.

## Сверхзвуковые ПВРД
Сверхзвуковые ПВРД (СПВРД) предназначены для полётов в диапазоне чисел Маха 1 < M < 5.
Торможение сверхзвукового газового потока происходит всегда разрывно (скачкообразно) — с образованием ударной волны, называемой также скачком уплотнения. Процесс сжатия газа на фронте ударной волны не является изоэнтропийным, вследствие чего в нём имеют место необратимые потери механической энергии, и степень повышения давления в нём меньше, чем в идеальном — изоэнтропийном процессе. Чем интенсивнее скачок уплотнения, то есть чем больше изменение скорости потока на его фронте, — тем больше потери давления, которые могут превышать 50 %.

Процесс торможения сверхзвукового потока во входном устройстве конического течения, внешнего сжатия с тремя скачками уплотнения. М — график изменения числа Маха в потоке; p — график изменения статического давления.

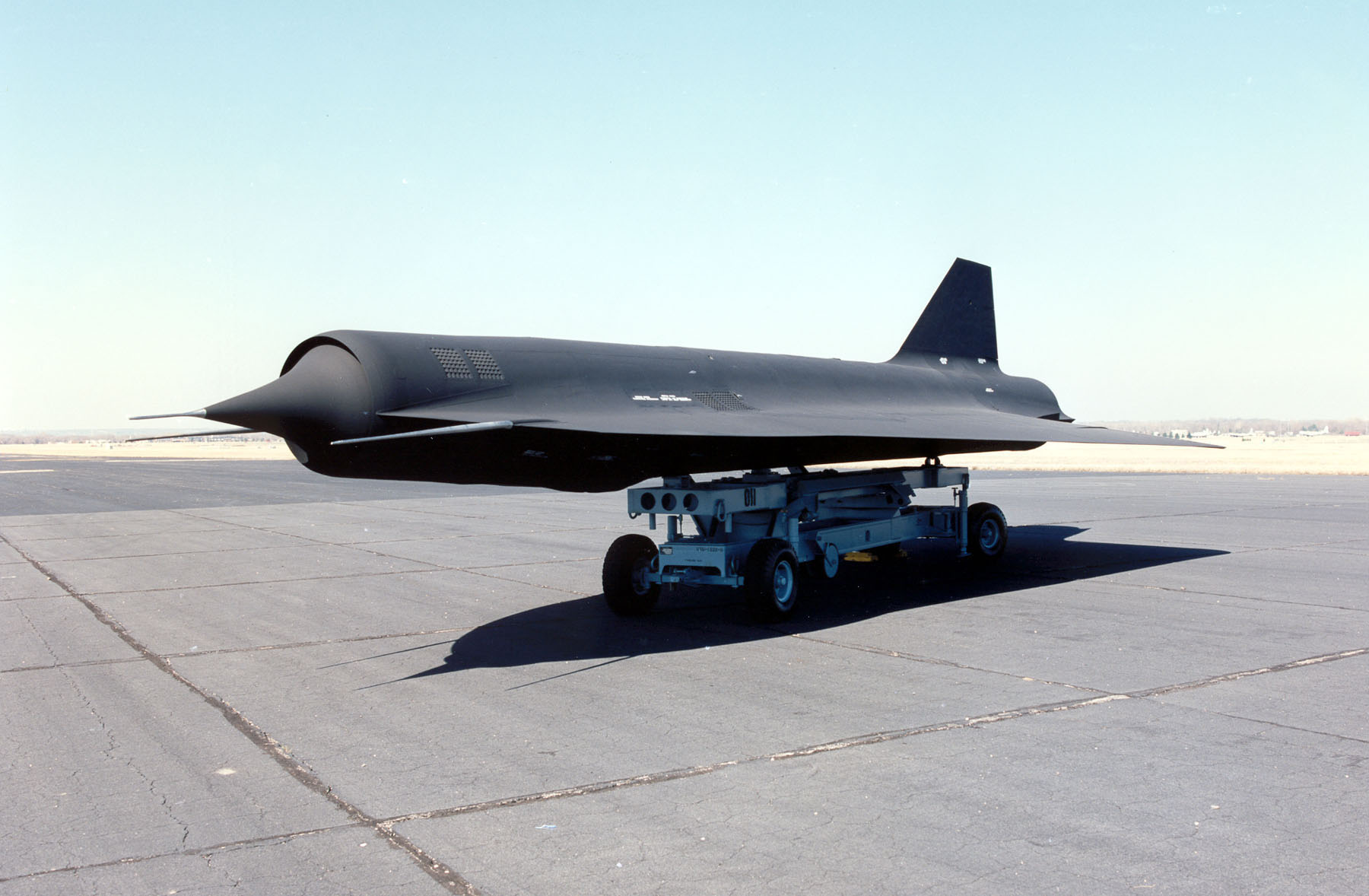
Беспилотный разведчик Lockheed D-21B (США). ПВРД с осесимметричным входным устройством с центральным телом.

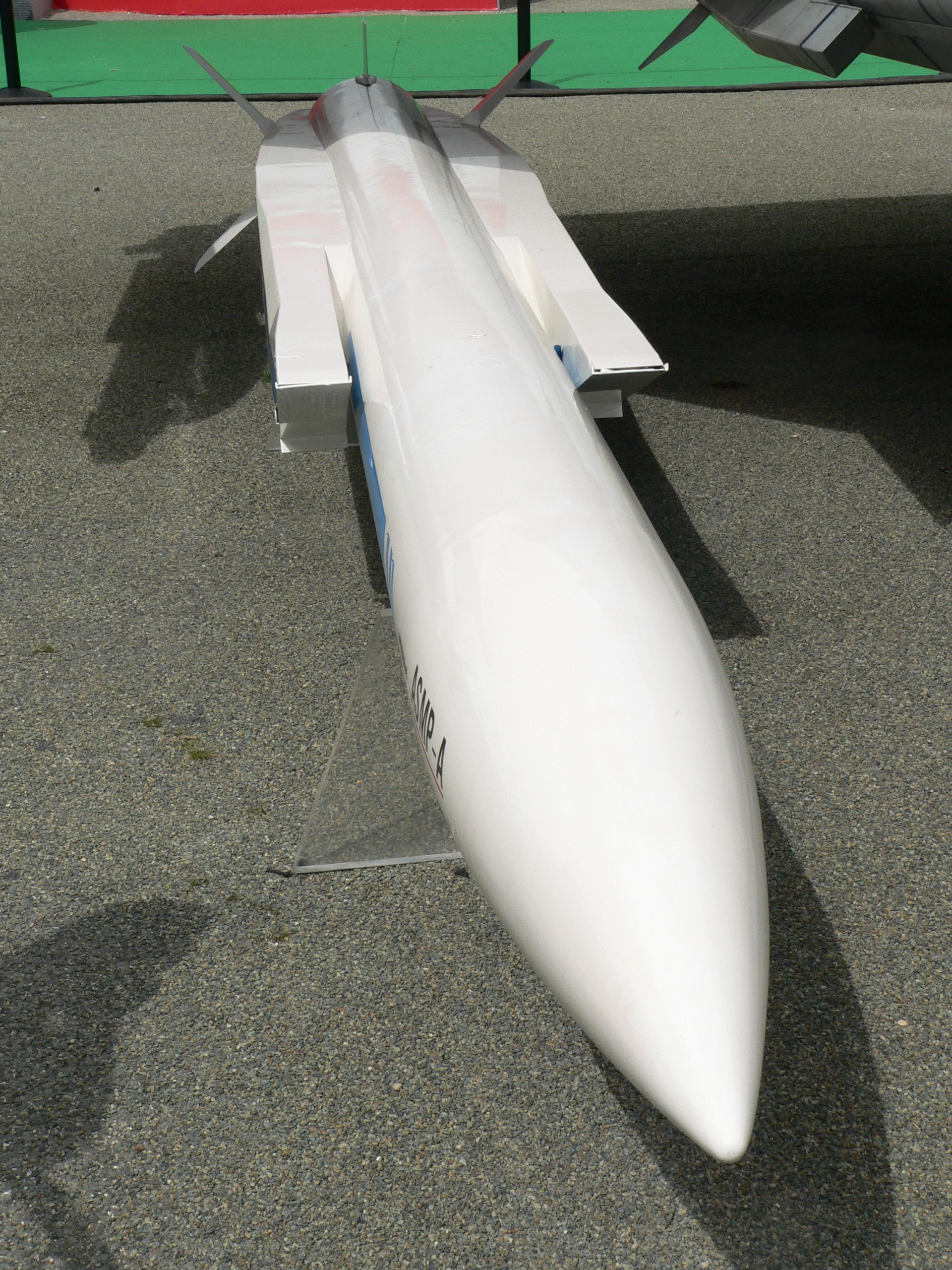
Плоские входные устройства внутреннего сжатия ПВРД крылатой ракеты воздух-земля Air-Sol Moyenne Portée (Франция)

Потери давления удаётся минимизировать за счёт организации сжатия не в одном, а в нескольких (обычно, не более 4) последовательных скачках уплотнения меньшей интенсивности, после каждого из которых (кроме последнего), скорость потока снижается, оставаясь сверхзвуковой. Это возможно, если все скачки (кроме последнего) являются косыми, фронт которых наклонён к вектору скорости потока (косой скачок уплотнения образуется, когда сверхзвуковой поток встречается с препятствием, поверхность которого наклонена к вектору скорости воздушного потока). В промежутках между скачками параметры потока остаются постоянными. В последнем скачке (всегда прямом — нормальном к вектору скорости воздушного потока) скорость становится дозвуковой, и дальнейшее торможение и сжатие воздуха происходит непрерывно в расширяющемся канале диффузора.
В случае, если входное устройство двигателя находится в зоне невозмущённого потока, например, в носовом окончании летательного аппарата, или на консоли на достаточном удалении от фюзеляжа, оно исполняется осесимметричным и снабжается центральным телом — длинным острым «конусом», выступающим из обечайки, назначение которого состоит в создании во встречном потоке системы косых скачков уплотнения, обеспечивающих торможение и сжатие воздуха ещё до поступления его в канал входного устройства — так называемое внешнее сжатие. Такие входные устройства называются также устройствами конического течения, потому что поток воздуха в них имеет коническую форму. Коническое центральное тело может быть снабжено механическим приводом, позволяющим смещать его вдоль оси двигателя, оптимизируя тем самым торможение воздушного потока на различных скоростях полета. Такие входные устройства именуются регулируемыми.
При установке двигателя на нижней (боковой) стенке фюзеляжа, или под крылом летательного аппарата, то есть в зоне аэродинамического влияния его элементов, обычно применяются плоские входные устройства двухмерного течения, имеющие прямоугольное поперечное сечение, без центрального тела. Система скачков уплотнения в них обеспечивается благодаря внутренней форме канала. Они называются также устройствами внутреннего или смешанного сжатия, так как внешнее сжатие частично имеет место и в этом случае — в скачках уплотнения, образованных у носового окончания и/или у передней кромки крыла летательного аппарата. Регулируемые входные устройства прямоугольного сечения имеют меняющие своё положение клинья внутри канала.
В сверхзвуковом диапазоне скоростей ПВРД значительно более эффективен, чем в дозвуковом. Например, на скорости М = 3 для идеального ПВРД степень повышения давления по формуле (1) составляет 36,7, что сравнимо с показателями самых высоконапорных компрессоров турбореактивных двигателей, а термический КПД теоретически, по формуле (2), достигает 64,3 %. У реальных ПВРД эти показатели ниже, но даже с учётом потерь, в диапазоне полётного числа Маха от 3 до 5 СПВРД превосходят по эффективности ВРД всех других типов.
При торможении встречного потока воздуха он не только сжимается, но и нагревается, и его абсолютная температура при полном торможении (в изоэнтропийном процессе) выражается формулой:
{\displaystyle T=T_{o}\cdot (1+{\frac {k-1}{2}}\cdot M_{n}^{2})}(4)
где Tо — температура окружающего невозмущённого потока. При М = 5 и Tо = 273 K (что соответствует 0 °C) температура заторможенного рабочего тела достигает 1638 К, при М = 6 — 2238 К, а с учётом трения и скачков уплотнения в реальном процессе — ещё выше. При этом дальнейший нагрев рабочего тела за счёт сжигания топлива становится проблематичным из-за ограничений, накладываемых термической устойчивостью конструкционных материалов, из которых изготовлен двигатель. Потому скорость, соответствующая М = 5, считается предельной для СПВРД.

## Гиперзвуковой ПВРД

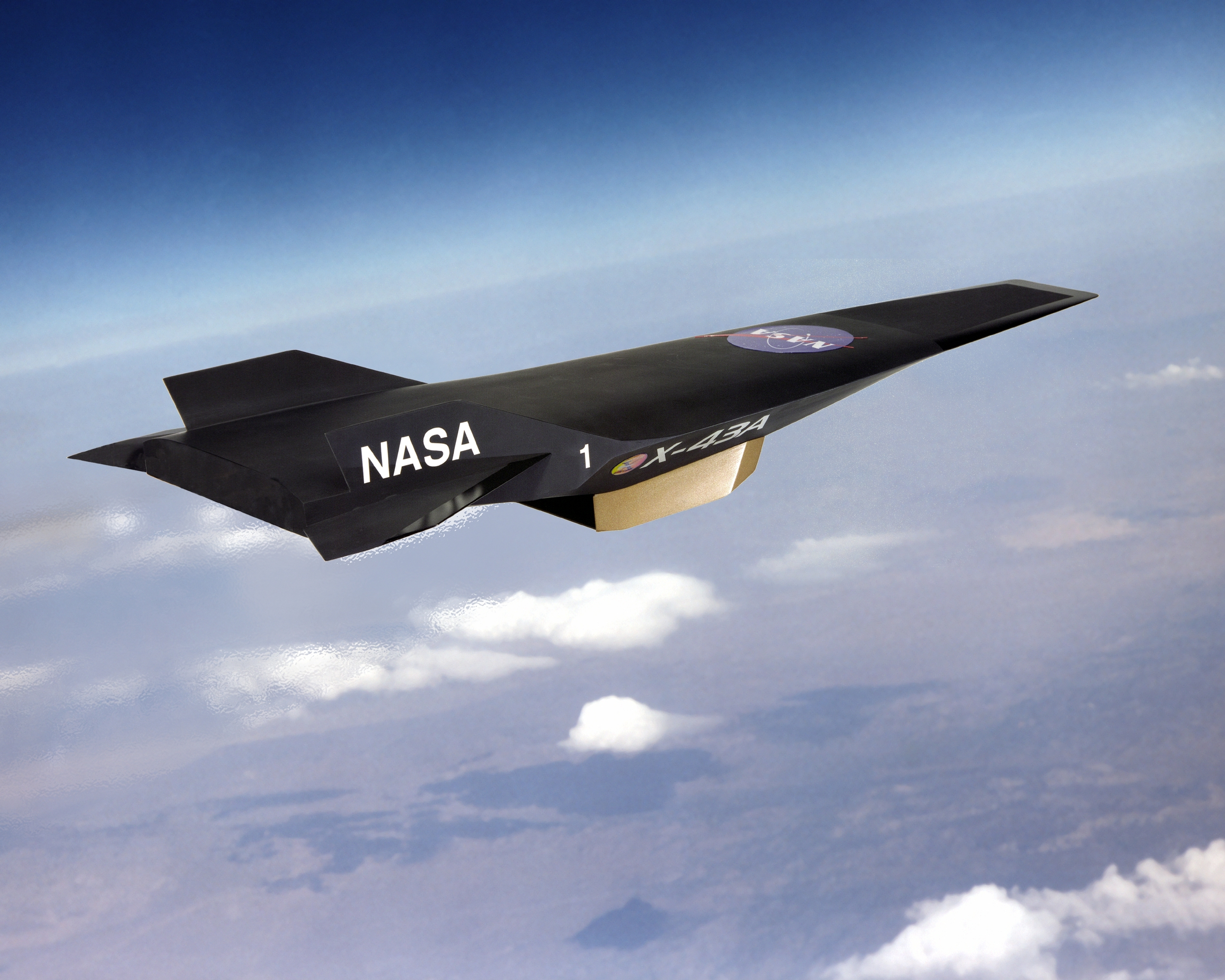
Экспериментальный гиперзвуковой летательный аппарат X-43 (рисунок художника)

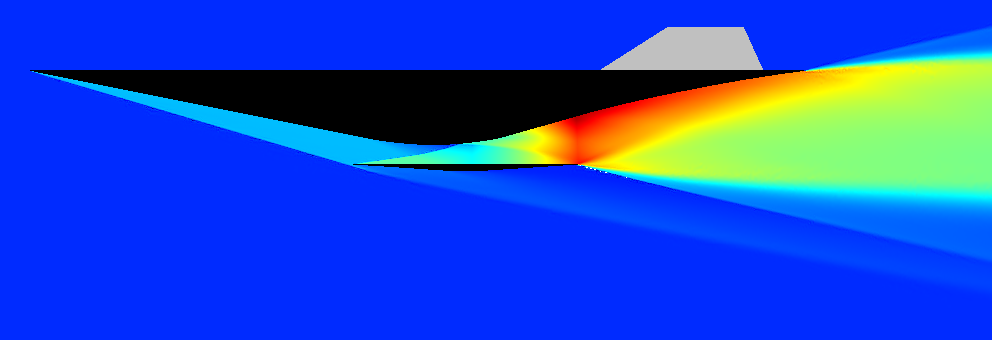
Иллюстрация газодинамических процессов в плоском ГПВРД с соплом SERN
Сжатие воздуха происходит в двух скачках уплотнения: внешнем, образованным у носового окончания аппарата, и внутреннем — у передней кромки нижней стенки двигателя. Оба скачка — косые, и скорость потока остаётся сверхзвуковой.

Гиперзвуковым ПВРД (ГПВРД, англоязычный термин — scramjet) называется ПВРД, работающий на скоростях полёта свыше М = 5 (верхний предел точно не устанавливается).
На начало XXI века этот тип двигателя является экспериментальным: не существует ни одного образца, прошедшего лётные испытания, подтвердившие практическую целесообразность его серийного производства.
Торможение потока воздуха во входном устройстве ГПВРД происходит лишь частично, так что на протяжении всего остального тракта движение рабочего тела остаётся сверхзвуковым. При этом бо́льшая часть исходной кинетической энергии потока сохраняется, а температура после сжатия относительно низка, что позволяет сообщить рабочему телу значительное количество тепла. Проточная часть ГПВРД расширяется на всём её протяжении после входного устройства. Горючее вводится в сверхзвуковой поток со стенок проточной части двигателя. За счёт сжигания горючего в сверхзвуковом потоке рабочее тело нагревается, расширяется и ускоряется, так что скорость его истечения превышает скорость полёта.
Двигатель предназначен для полётов в стратосфере. Возможное назначение летательного аппарата с ГПВРД — низшая ступень многоразового носителя космических аппаратов.
Организация горения топлива в сверхзвуковом потоке составляет одну из главных проблем создания ГПВРД.
Существует несколько программ разработок ГПВРД в разных странах, все — в стадии теоретических изысканий или предпроектных экспериментов.

## Область применения
ПВРД неработоспособен при низких скоростях полёта, тем более — при нулевой скорости. Для достижения начальной скорости, при которой он становится эффективным, аппарат с этим двигателем нуждается во вспомогательном приводе, который может быть обеспечен, например, твердотопливным ракетным ускорителем, или самолётом‑носителем (самолетом-разгонщиком), с которого запускается аппарат с ПВРД.
Неэффективность ПВРД на малых скоростях полёта делает его практически неприменимым на пилотируемых самолётах с неядерной двигательной системой, но для беспилотных, в том числе боевых (в частности, крылатых ракет), одноразового применения, летающих в диапазоне скоростей 2 < М < 5, благодаря своей простоте, дешевизне и надёжности, он предпочтителен. Также ПВРД используются на летающих мишенях. Основным конкурентом ПВРД в этой нише является ракетный двигатель.

Образцы крылатых ракет с маршевыми ПВРД.
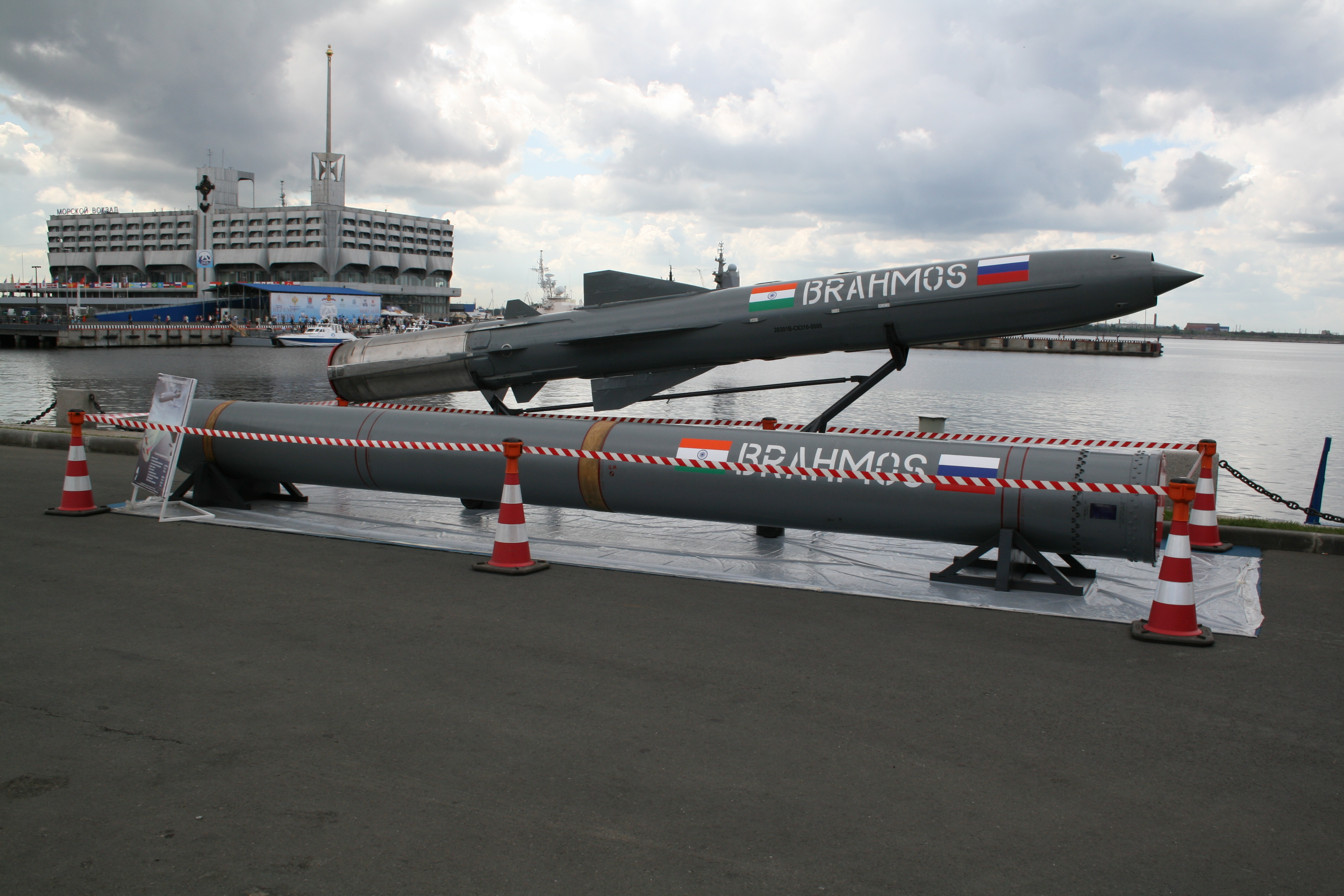
Противокорабельная крылатая ракета «БраМос» (Индия-Россия)
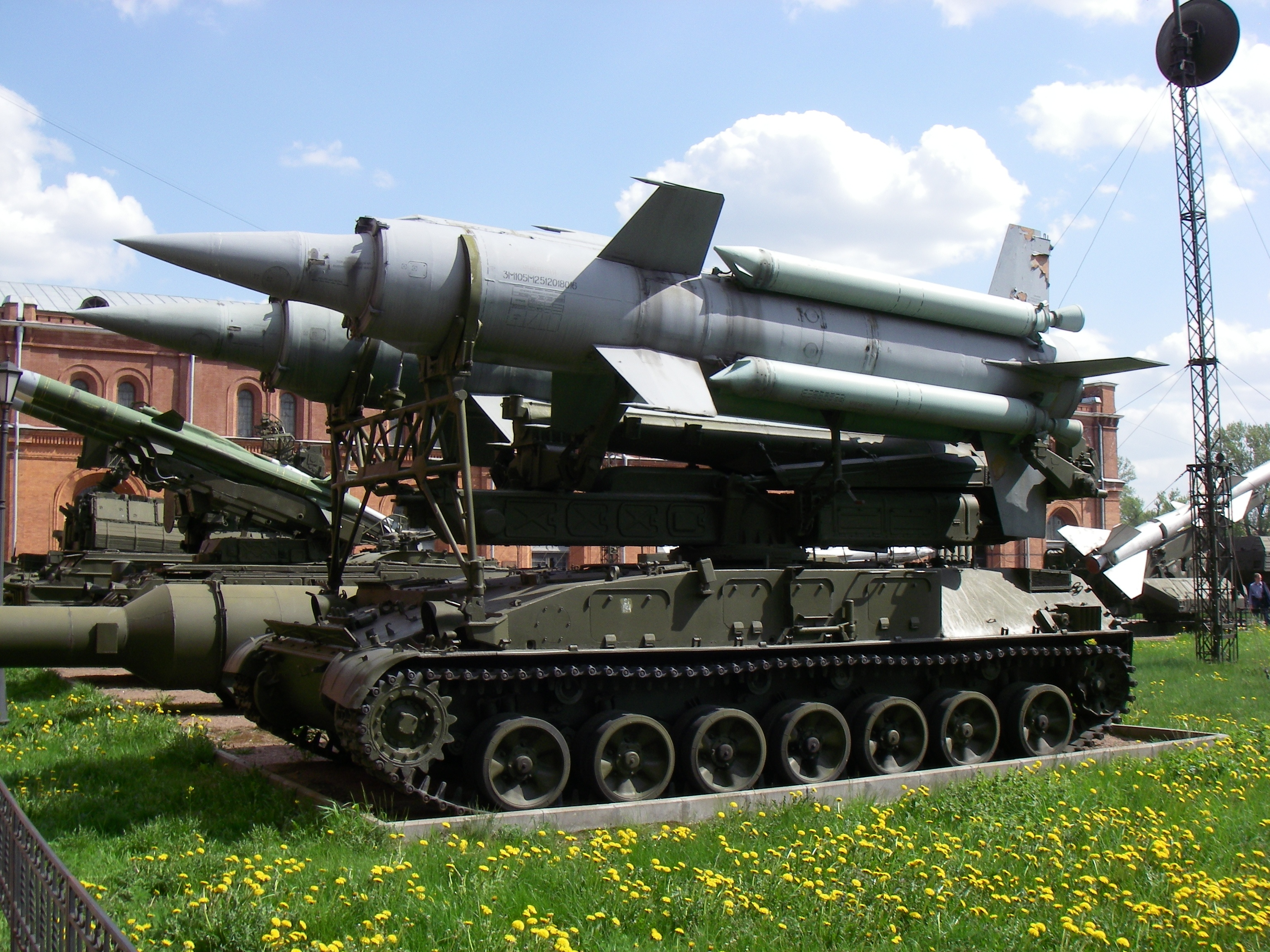
Пусковая установка 2П24 в составе ЗРК «Круг», снаряжённая двумя ЗУР 3М8 (Россия)
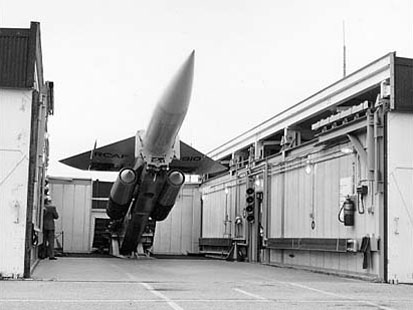
ЗУР CIM-10 Bomarc (США)
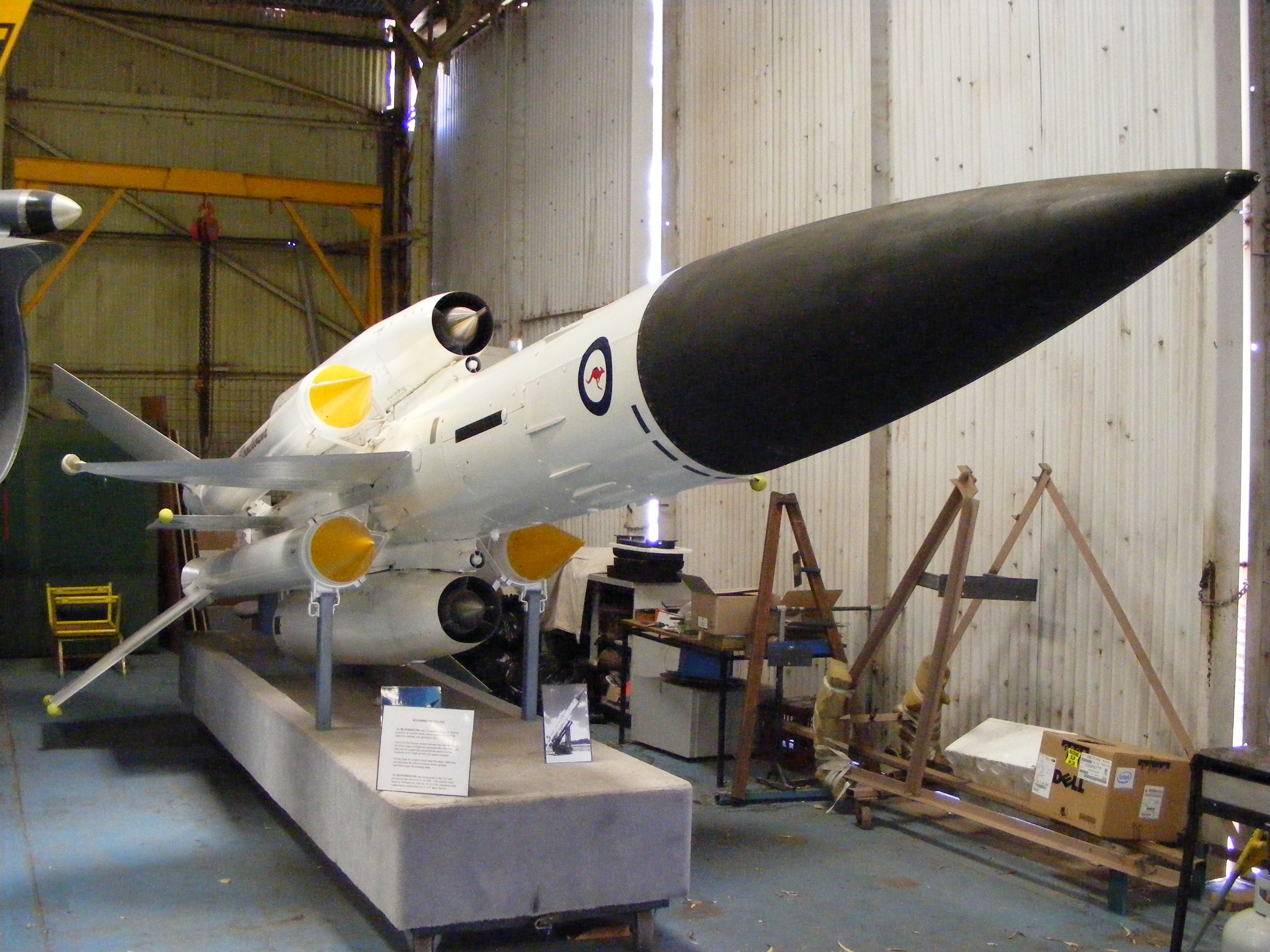
ЗУР Bristol Bloodhound (Великобритания)
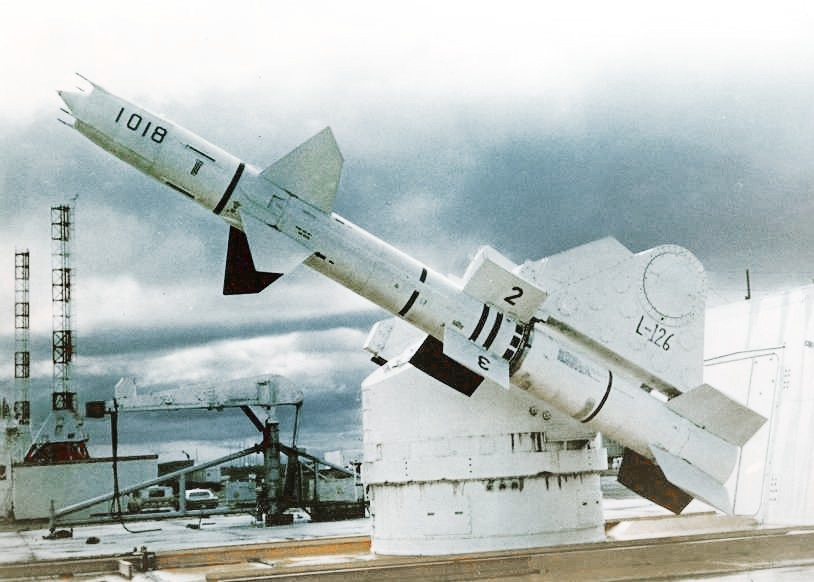
Корабельная ЗУР RIM-8 Talos (США)
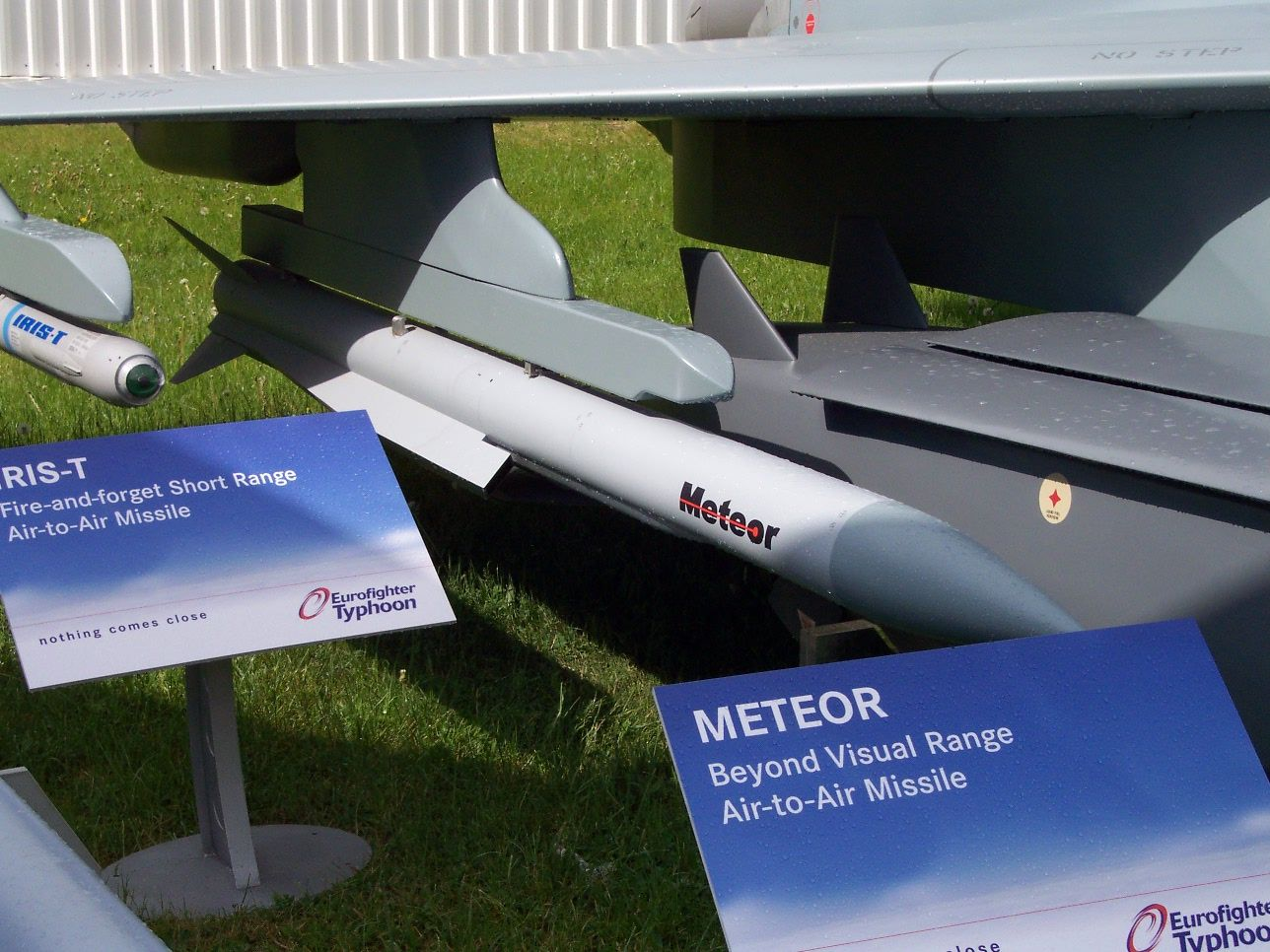
Ракета «воздух-воздух» Meteor (Евросоюз)

### Ядерный ПВРД

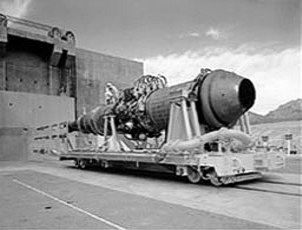
Ядерный ПВРД «Плутон» (США)

Во второй половине 1950-х годов, в эпоху холодной войны, в США и СССР разрабатывались проекты ПВРД с ядерным реактором. В них проходящий воздух нагревался не за счёт химической реакции горения топлива, а теплом, вырабатываемым ядерным реактором в камере нагрева рабочего тела. В таком ПВРД воздух из входного устройства попадает в активную зону реактора, охлаждая его, в результате чего сам нагревается до рабочей температуры (около 3000 К), а затем истекает из сопла со скоростью, сравнимой со скоростями истечения для самых совершенных химических ЖРД. Возможное назначения летательного аппарата с таким двигателем:
- межконтинентальная крылатая ракета-носитель ядерного заряда;
- одноступенчатый воздушно-космический самолёт.

В обеих странах были созданы компактные малоресурсные ядерные реакторы, которые вписывались в габариты большой ракеты. В США по программам исследований ядерного ПВРД «Pluto» и «Tory» в 1964 году были проведены стендовые огневые испытания ядерного прямоточного двигателя «Tory-IIC» (режим полной мощности 513 МВт в течение пяти минут с тягой 156 кН). Лётные испытания не проводились, программа была закрыта в июле 1964 года. Одна из причин закрытия программы — совершенствование конструкции баллистических ракет с химическими ракетными двигателями, которые вполне обеспечили решение боевых задач без применения схем с сравнительно дорогостоящими ядерными ПВРД.
Тем не менее ядерный ПВРД перспективен как двигательная система для одноступенчатых воздушно-космических самолётов и скоростной межконтинентальной тяжёлой транспортной авиации. Этому способствует возможность создания ядерного ПВРД, способного работать на дозвуковых и нулевых скоростях полёта в режиме ракетного двигателя, используя бортовые запасы рабочего тела. То есть, например, воздушно-космический самолёт с ядерным ПВРД стартует (в том числе взлетает), подавая в двигатели рабочее тело из бортовых (или подвесных) баков, и переходит на использование атмосферного воздуха уже достигнув скоростей от М = 1.
В России, по сделанному президентом В. В. Путиным в начале 2018 года заявлению, «состоялся успешный пуск крылатой ракеты с ядерной энергоустановкой».